# Laurent Legname
Laurent Legname (Hyères, 13 agosto 1977) è un allenatore di pallacanestro ed ex cestista francese.

## Palmarès

### Allenatore
- Leaders Cup: 1

Digione: 2020
- Coppa di Francia: 1

Digione: 2023-2024